# Terry Puhl
Terry Stephen Puhl (né le 8 juillet 1956 à Melville, Saskatchewan, Canada) est un voltigeur de baseball ayant joué dans les Ligues majeures de 1977 à 1991. Il a joué toute sa carrière, sauf quinze matchs, avec les Astros de Houston, qu'il représente au match des étoiles du baseball majeur en 1980.
Il est l'actuel entraîneur-chef de l'équipe de baseball du Canada et l'a notamment dirigé aux Jeux olympiques de Beijing en 2008.

## Carrière de joueur
Terry Puhl signe son premier contrat professionnel avec les Astros de Houston en 1973. Il fait ses débuts dans le baseball majeur avec les Astros le 12 juillet 1977 et passe toute sa carrière à Houston, y jouant 1516 de ses 1531 parties dans les grandes ligues.
Puhl maintient durant sa carrière de 15 saisons une moyenne au bâton de ,280 avec 1361 coups sûrs, dont 62 coups de circuits. Il totalise 435 points produits, 676 points marqués et 217 buts volés.
Ses meilleures saisons en offensive sont les saisons 1980 et 1984. Dans la première de ces deux années, il frappe un sommet en carrière de 13 circuits et produit 55 points. En 1984, il affiche une moyenne au bâton de ,301 et égale son record personnel de 55 points produits. Puhl vole aussi plus de 20 buts au cours de six saisons précédentes, et au moins 30 à deux reprises. Son plus haut total est de 32 buts volés en 1978, et il honore cette saison-là sa seule sélection au match des étoiles du baseball majeur.
Il participe trois fois aux séries éliminatoires avec les Astros. Dans la Série de championnat de la Ligue nationale en 1980, il frappe dix coups sûrs en 19 présences officielles au bâton pour une impressionnante moyenne de ,526 en cinq parties, avec deux doubles et trois points produits. Ses efforts sont vains cependant, puisque Houston est éliminé par les éventuels champions du monde, les Phillies de Philadelphie. Il ne fait que passer en éliminatoires de 1981 où Houston perd en Série de divisions devant les Dodgers de Los Angeles, qui remporte eux aussi la finale du baseball majeur cette année-là. Enfin, il frappe deux coups sûrs en trois apparitions au bâton en Série de championnat 1986, perdue par les Astros face aux éventuels champions, les Mets de New York.
Puhl complète sa carrière par un très bref séjour (seulement 15 parties jouées) chez les Royals de Kansas City en 1991, jouant son dernier match le 29 mai. Il est le dernier joueur né en Saskatchewan à évoluer dans les majeures jusqu'aux débuts en 2013 d'Andrew Albers,.

## Honneurs
En 1994, Terry Puhl est reçu au Sports Hall of Fame de la Saskatchewan.
Il est intronisé au Temple de la renommée du baseball canadien en 1995.

## Carrière d'entraîneur
En 2006, Terry Puhl dirige l'équipe de baseball du Canada qui tente de se qualifier pour les Jeux olympiques d'été de Beijing 2008. Il atteint son objectif, le Canada terminant premier aux qualifications. Avec deux victoires contre cinq défaites aux Jeux, la sélection canadienne ne réussit cependant pas à passer en ronde des médailles.
En janvier 2007, il est engagé comme premier entraîneur-chef des UHV Jaguars, l'équipe de baseball de l'Université Houston–Victoria, à Victoria au Texas.

## Vie personnelle
Son fils Stephen Puhl, un lanceur et receveur, a joué trois saisons (2006 à 2008) dans les ligues mineures de baseball avec des clubs affiliés aux Mets de New York.